# Noé-les-Mallets
Noé-les-Mallets (até 2011: Noë-les-Mallets) é uma comuna francesa na região administrativa de Grande Leste, no departamento de Aube. Estende-se por uma área de 8,33 km². Em 2010 a comuna tinha 120 habitantes (densidade: 14,4 hab./km²).